# Cabo Telecom
Cabo Telecom é uma empresa brasileira de telecomunicações com atuação nos Estados do Rio Grande do Norte e Paraíba, pertencente ao grupo norte-americano Acon Investimentos.
Em pesquisa realizada pela Agência Nacional de Telecomunicações (Anatel), foi considerada a melhor operadora de banda larga do país nos anos de 2013, 2014, 2015, 2016 e 2017.
Criada em 2000, a empresa atende mais de 200 mil clientes, entre banda larga, tv por assinatura e telefonia.
Em 2019 a Cabo Telecom chega a João Pessoa com serviços de TV HD, internet fibra óptica e telefonia fixa de qualidade e atendimento reconhecido nacionalmente.